# OK Strumica
OK Strumica – macedoński klub siatkarski ze Strumicy. Założony został w 1947 roku. W 2008 roku doszło do fuzji z męską drużyną klubu Makedonija Gio założonego w 1972 roku. Jak dotychczas klub ze Strumicy dwunastokrotnie zdobył tytuł mistrzowski oraz dziewięciokrotnie Puchar Macedonii.
W sezonie 1993/1994 zespół zadebiutował w europejskich pucharach, uczestnicząc w Pucharze Mistrzów. W sezonie 2022/2023 po raz pierwszy brał udział w eliminacjach do Ligi Mistrzów.
W swojej historii drużyna występowała pod różnymi nazwami, m.in.: Strumica Ju-Geneks Inżenering (Струмица Ју-Генекс Инженеринг), Gio Strumica (Гио Струмица) czy Strumica Nikob (Струмица Никоб). Obecnie występuje pod nazwą Strumica 47&72 dla podkreślenia lat powstania obu siatkarskich klubów ze Strumicy.
Głównym obiektem, w którym klub rozgrywa swoje mecze, jest hala sportowa „Park” w Strumicy.

## Osiągnięcia
- Mistrzostwo Macedonii: 1993, 2012, 2014, 2015, 2017, 2018, 2019, 2021, 2022, 2023, 2024, 2025
- Puchar Macedonii: 2012, 2014, 2015, 2017, 2018, 2019, 2021, 2022, 2023

## Udział w europejskich pucharach
| Sezon     | Rozgrywki                        | Osiągnięcie             |
| --------- | -------------------------------- | ----------------------- |
| 1993/1994 | Puchar Europy Mistrzów Klubowych | runda wstępna           |
| 1994/1995 | Puchar CEV                       | faza kwalifikacyjna     |
| 1995/1996 | Puchar CEV                       | faza główna             |
| 1996/1997 | Puchar CEV                       | faza główna             |
| 1997/1998 | Puchar CEV                       | faza główna             |
| 2005/2006 | Puchar Top Teams                 | II runda kwalifikacyjna |
| 2020/2021 | Puchar Challenge                 | 1/16 finału             |
| 2022/2023 | Liga Mistrzów                    | I runda kwalifikacyjna  |
| 2022/2023 | Puchar CEV                       | 1/32 finału             |
| 2023/2024 | Liga Mistrzów                    | I runda kwalifikacyjna  |
| 2023/2024 | Puchar CEV                       | 1/16 finału             |
| 2024/2025 | Liga Mistrzów                    | I runda kwalifikacyjna  |
| 2024/2025 | Puchar CEV                       | 1/32 finału             |
| Źródło:   |                                  |                         |